# Mastopoma brauniana
Mastopoma brauniana là một loài Rêu trong họ Sematophyllaceae. Loài này được (Bosch & Sande Lac.) H. Akiy. mô tả khoa học đầu tiên năm 1993.